# 구무 동굴
구무 동굴은 대한민국 충청남도 공주시 반포면 학봉리에 있다. 2018년 4월 16일 공주시의 향토문화유적 제30호로 지정되었다.

## 개요
구무 동굴은 조선 시대 전기에 제작된 학봉리 철화 분청사기의 유약과 철화 원료를 채굴하던 곳으로 추정된다. 동굴을 구성하는 암석은 홍색 장석 화강암인데, 장석은 도자 유약에 필요한 기본 재료이다. 장석을 돌가루로 분쇄하면 산화철의 원료인 자철석을 구할 수 있는데, 자철석은 산화와 환원 소성에도 흑색을 나타내는 독특학 철화 원료이다. 동굴 인근에는 철화 분청사기의 대표적 생산지였던 국가 사적 제333호 '학봉리 요지'가 있다.

## 같이 보기
- 공주 학봉리 요지 - 사적 제333호